# Борут Петрич
Борут Петрич (словен. Borut Petrič, 28 грудня 1961) — словенський плавець.
Учасник Олімпійських Ігор 1976, 1980, 1984 років.
Призер Чемпіонату світу з водних видів спорту 1978 року.
Чемпіон Європи з водних видів спорту 1981 року, призер 1977, 1983 років.